# 血液の食用利用

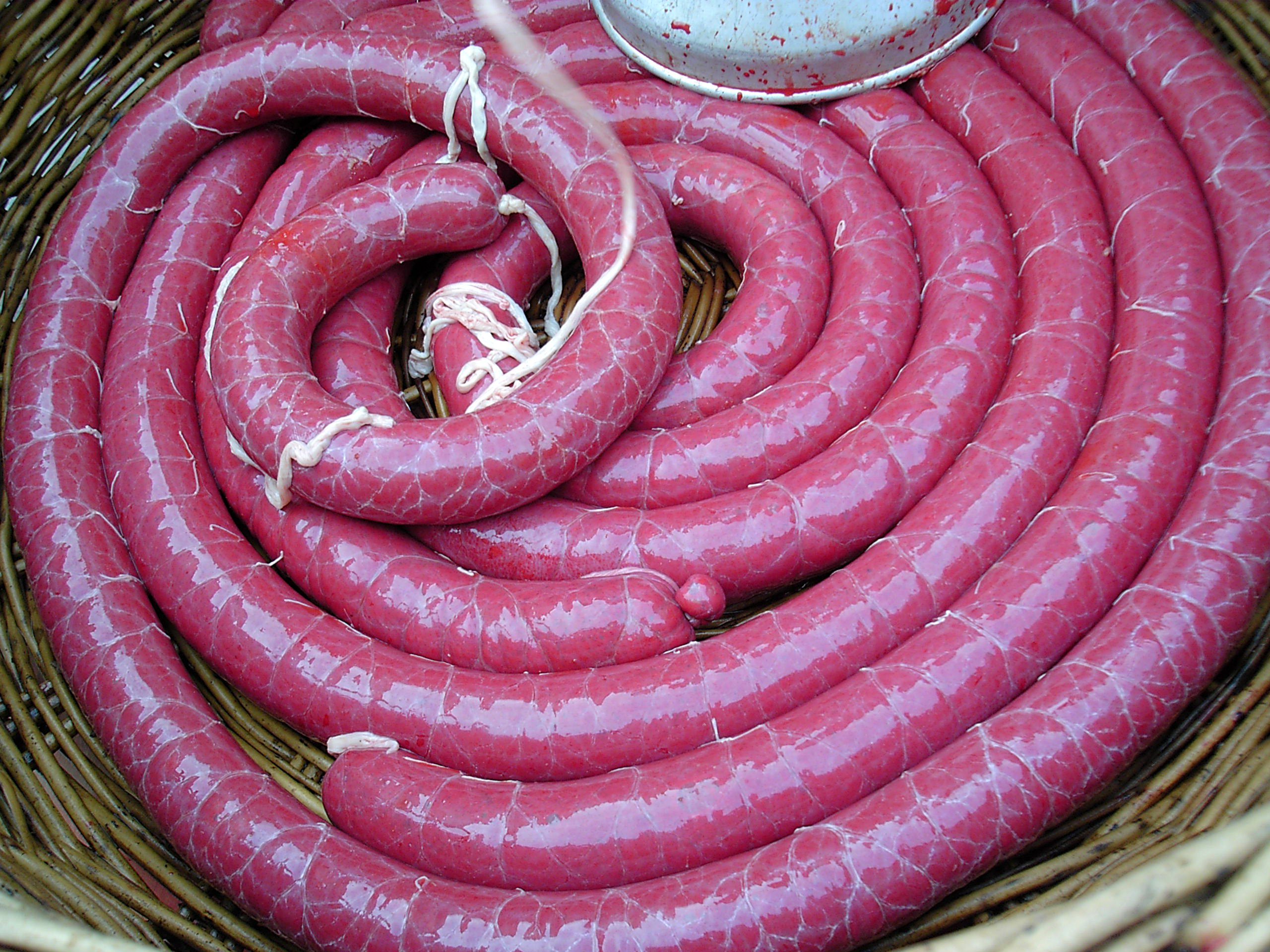
ブラッドソーセージ。調理法は各地域によって異なるが、ヨーロッパや東アジアなど世界各地で作られる。

本項目では、血液の食用利用（けつえきのしょくようりよう）について述べる。
食料としての血液はブラッドソーセージやソースの増粘剤として加工されたり、食料不足の時期には塩で硬化した形として利用されたり、スープとして供されたりするなど、様々な利用法が存在する。これらの血液はしばしば家畜の屠殺の際に採取されて容器に入れられ、速やかに消費や加工が行われる。血液を食料とすることを禁忌としている文化も存在する。血を使った料理にはソーセージやパンケーキ、スープやシチューの材料としたり、固化させた料理にしたりといったように様々な地域において、多くの料理が知られている。中には、調理を行わずに血液をそのまま飲む民族も存在している。
血液は調理前に凝固させたり、調理中に凝固を促進させたりすることで、固形の食材として扱うこともできる。動物の血液はタンパク質と水を主成分とし、成分の類似性ゆえ時折「液体の肉」と喩えられる。衛生的に採取された血液は食用に使われるが、そうでない場合、血粉に加工される。まれではあるが、人間用の医薬品として使われることもある。

## 血を食することと文化
アブラハムの宗教をはじめ、血液を食のタブーとしている文化もある。イスラム教では、血を飲むことはクルアーン第5章「食卓」の第3節で禁じられている。新約聖書では、エルサレム会議によって血を飲食することは禁じられたとされている (Acts 15:19-21) 。他方、キリスト教諸宗派の多くでは、聖餐においてはぶどう酒とパンをキリストの血肉として飲食する。1662年に出版された英国国教会の『聖公会祈祷書』という書物では、この飲食を「宗教上の食べ物」と説明している。一方で、ギリシャ正教会では今でも血を飲むことは禁じられている。
ナイジェリアのイボ人は血を食することに対して明確に禁じるルールはないものの、血を嫌悪し、調理していない肉や血にまみれた肉を食することを拒む傾向にある。
血への忌避は、大量の血の摂取が毒になるという事実に根差したものである可能性もある。

## 各地域の状況

### アフリカ
マサイ族では、特に割礼や子供の誕生の後など特別な機会において、羊の血液が飲まれている。

### アジア

#### 日本
肉食、牧畜の伝統が浅い日本本土においては、血を食用とする文化はほとんど存在しない。だが栃木県日光市栗山村の猟師の間にはブラッドソーセージの一種が伝承されている。ツキノワグマ、ニホンジカ、カモシカなど大型の獲物を解体する折、結腸の部分を30cm程の長さに切り、内容物をしごき出して裏返しにした上で血を注ぎ込んで密封し、茹でて醤油をつけて食べる。この食品は「それそれ」と呼ばれる。

#### 沖縄
沖縄の食文化において、豚肉は重要な食材である。沖縄では豚を屠畜する際に血を集め、豚血入りの野菜炒め・チーイリチーを作った。チーイリチー専門店もある。
また山羊血も食材として利用する。山羊汁に入れてスープにしたり、煮込んだ山羊肉、野菜と炒めてチーイリチーにする。

#### 中国

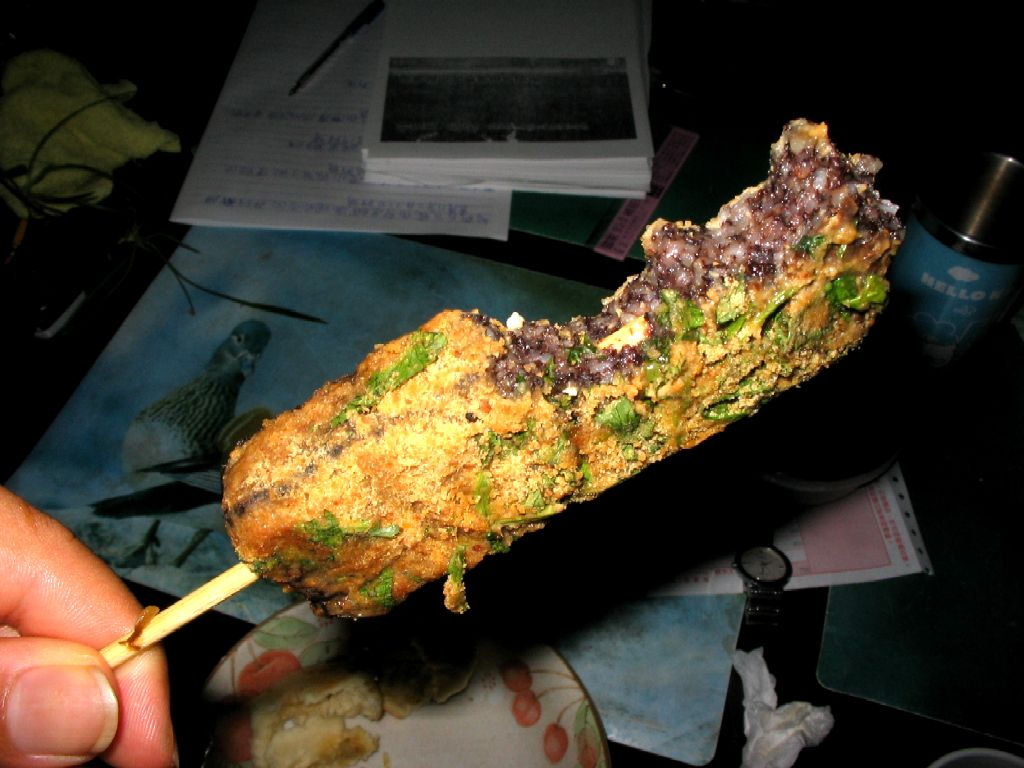
米血糕

中国や東南アジアの一部地域では、鴨、雁、豚の血液(時折鶏や牛の血液も使われる)を固めた血豆腐(拼音: xiě/xuè dòu fǔ)がスープや火鍋の具材として入れられる。血豆腐の調理の際は血液を凝固させ、長方形に刻んで調理される。血豆腐はカレー麺や四川料理の毛血旺のように、野菜と共に具材の一つとなることもある。豚の血液はビタミンB2、ビタミンC、タンパク質、鉄、リン、カルシウム、ナイアシンなどの多様な栄養素が含まれる。肝臓や胃に良いとされる豆腐と豚の血を一度に味わえるスープは健康的でおいしい料理として評判である。
チベットでは、ヤクの血を固めたものが伝統料理となっている。
台湾では、豚の血液ともち米から蒸したり、菓子として揚げたり、火鍋で調理したりして作る米血糕 (拼音: zhū xiě/xuè gāo) がある。広東では豚の血液を固めて作った  豬紅が知られている。

#### モンゴル
モンゴルでは、主な食用家畜である羊を使ったザイダスというブラッドソーセージがある。ツォトガスン・ゲデス（血を注いだ腸の意味）とも呼ばれる。伝統的な羊の屠殺は、ナイフで作った小さな切り口から手を体内に入れて、動脈を指でちぎるという方法で、血液が体外にこぼれずに胸腔へと溜まるようにして行われる。開腹したら、溜まった血は器に汲み出しておき、同じ羊の小腸に詰めて煮込む。血には玉ねぎやニンニクのみじん切り、小麦粉を加えることもあり、味付けには岩塩など塩を用いる。羊1頭から採れるブラッドソーセージの量は、それだけで6-7人家族の2日分の食料になる。

#### 朝鮮半島
朝鮮半島では、血液はソンジ (선지 [sʌn.dʑi])と呼ばれている。サゴルと呼ばれる豚の骨で取った出汁に、牛の血の塊とシレギ(大根の葉と茎を乾燥させたもの)を具として入れたソンジグクと呼ばれるスープがある（グㇰは汁物、スープの意）。ヘジャンクク（解腸クㇰ）は酔い醒ましのために食べられる汁物料理だが、これには固めた牛の血が具として用いられる。
スンデは、豚の血液や春雨、春タマネギ、キムチなどを中に詰めた牛や豚の腸を茹でるか蒸して作られるブラッド・ソーセージの一種である。

#### ベトナム
ベトナムでは、豚の血液を固めたものが、ブンボーフエや現地の粥(コンジー)に使われる。
ベトナムでは血液はティエット・カンと呼ばれる血液スープのように生で使われることも多かったが、現在では生血に含まれる寄生虫や健康への配慮からあまり生では飲まれない。また、ベトナムや中国では、蛇の血液が媚薬と考えられていたという。

#### インドネシア
インドネシアの特に北部スマトラに居住するバタック人の間では豚の血をそのまま使うか、もしくはZanthoxylum acantophodiumと呼ばれる植物の種と混ぜ合わせてソースを作り、saksangという料理に使われる。

#### フィリピン

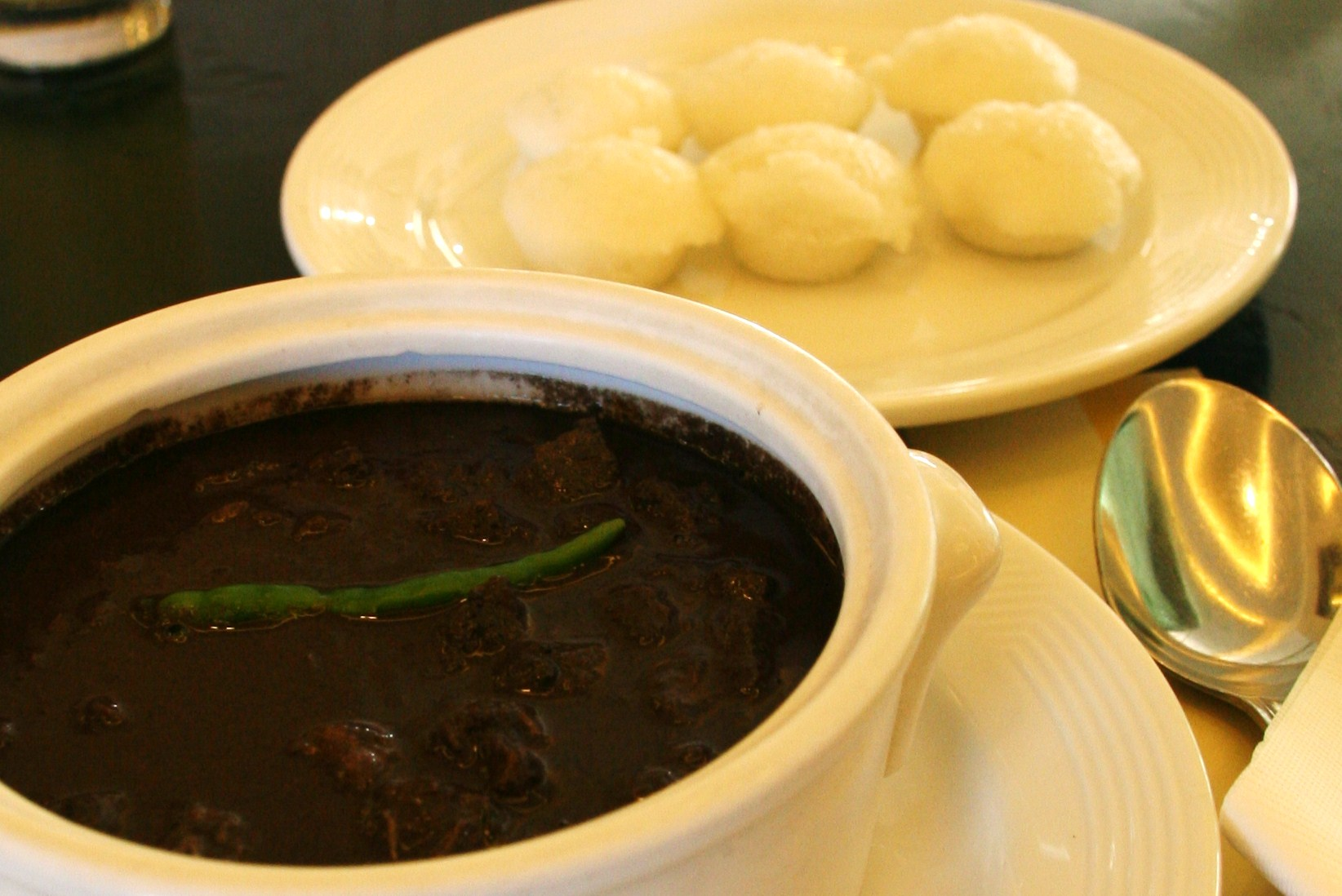
フィリピン料理のディヌグアン

フィリピンには、豚の血液や豚の内臓または豚肉をSiling habaの実で味付けしたディヌグアンと呼ばれる料理があり、地域によって具材や名称が異なる。バタンガス州においては、ディヌグアンはsinungaokと呼ばれており、具に牛肉や豚肉を入れることもある。 ルソン島北部ではIlocano dinardaraanやIbanag zinaganと呼ばれるディヌグアンの一種があり、しばしば揚げた豚の腸が具材となっている。
高地ルソン島のKankanaey人の間ではPinunegと呼ばれるブラッド・ソーセージが存在する。豚の血塊を串刺しして焼いたものも俗にベータマックスのテープに例えてベータマックスと呼ばれ、フィリピン人の間では一般的である。
Ilocano peopleらの豚肉料理であるバグネットには時折豚の生血に浸されて食される。
西ビサヤ地方では、肉と肝臓を含むシチューのbas-uyと呼ばれる料理があるが、血液が多く含まれていることもある。

#### タイ・ラオス
タイでは、鶏や鴨、ガチョウ、豚の血液を固めたものはTom Lued Moo (豚の血液スープ)のようなスープに含まれる。 ナムトックと呼ばれる辛いスープには豚の生血や牛の生血が含まれている。豚の生血や牛の生血はカオソーイなどの麺料理にも含まれる。
ラオスやイーサーン(タイ北東部)ではラープと呼ばれるサラダがあるが、香辛料を加えた生肉に血液をかけることもある。ナム・ヤオやシャン州やタイ北部で食されるカオソーイにはサイコロ状の血塊が入っている。

#### インド

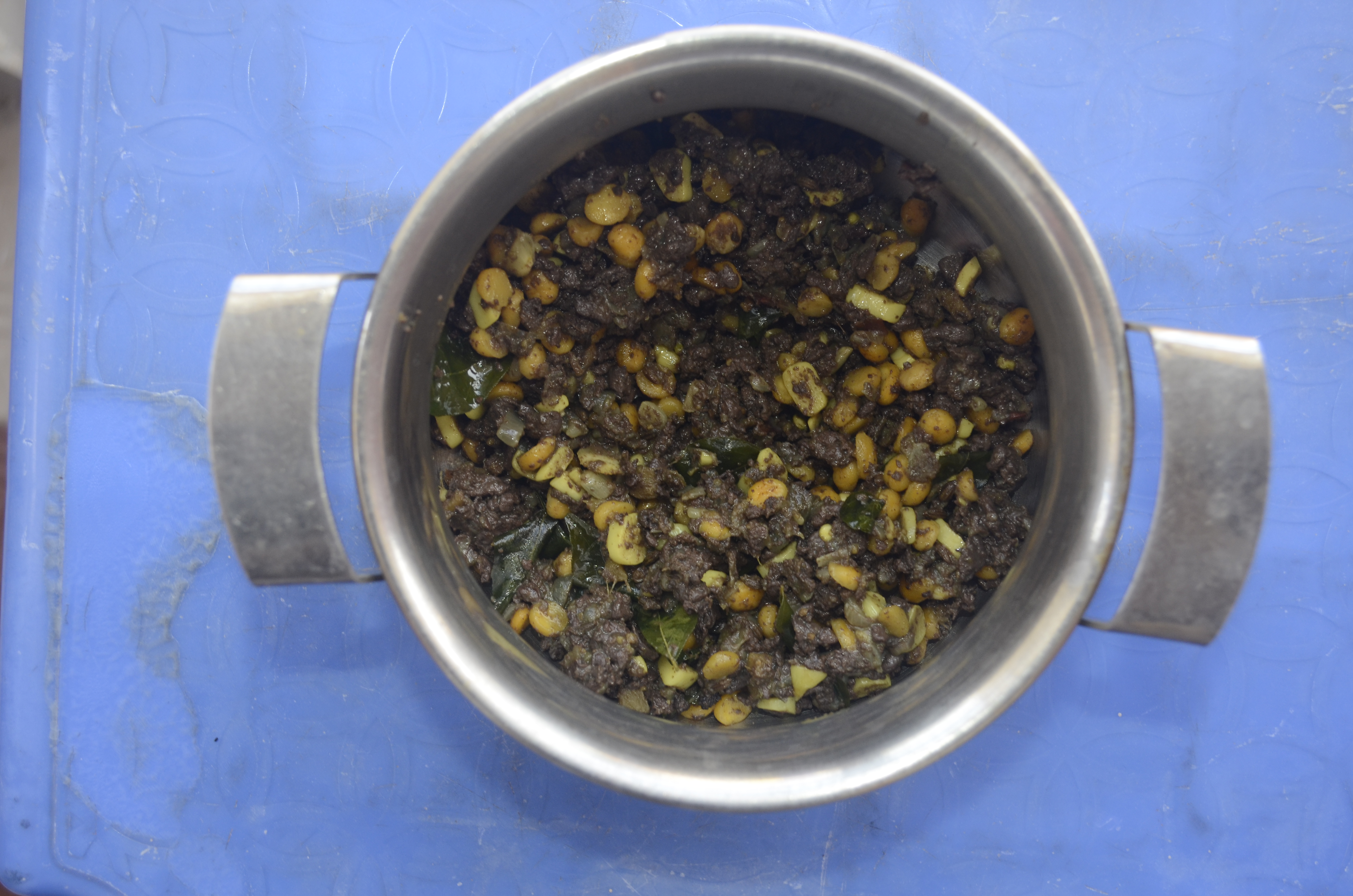
Goat blood-based dish in Tamil Nadu, India

南インドタミル・ナードゥ州のとりわけマドゥライ周辺やKongu Nadu地方では、羊の血液を炒めた炒め物が一般的な料理となっており、この炒め物が単品で供されるときはraththam poriyalと呼ばれている。さらに、より一般的には羊の胃腸と血に香辛料を加えたものがより一般的な料理となっている。
インドのコンカン地方沿岸地域では、ポルトガル起源のソルポテルと呼ばれる、香辛料や酸っぱいソースで味付けした湯がいた肉やもつを含む料理が一般的に作られており、時折動物の血が加えられる。もともとソルポテルはゴアやマンガルール、ムンバイのカトリック教徒によって作られたものである。クマーウーン地方ではギーと共に羊の血を炒めたLuvashと呼ばれる料理がある。

### ヨーロッパ

#### イギリス・アイルランド
イギリスやアイルランドおよびコモンウェルスの諸国では、血液や穀物(しばしばオートミールが用いられる)、スパイスから作られるブラック・プディングが食される。
ウェールズのモントゴメリーシャーでは、以前はクリスマスに供するタルトにガチョウの血液が用いられていた。
アイルランドでは、19世紀まで生きた牛から血を採取する習慣があり、これは牛の病気を予防する処置として考えられていた。また、この血をバターやハーブ、エンバク、穀物の粗びき粉と混ぜて栄養価の高い非常食としていた

#### 北欧

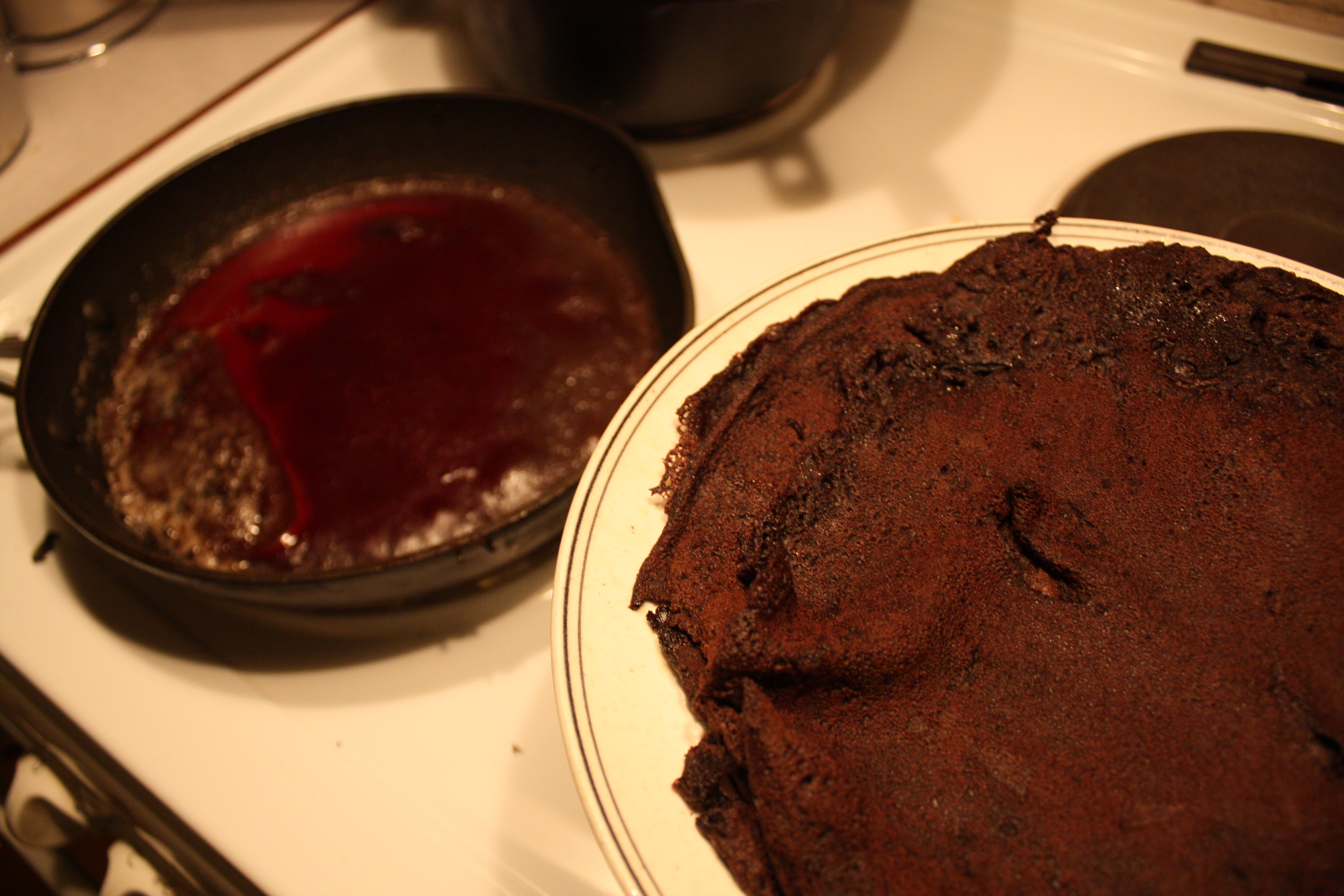
Blodplättar

北欧では豚の血液と牛乳、穀粉、糖蜜を材料としたパンケーキのBlodplättarが作られ、フィンランドではしばしばリンゴンベリー・ジャムと共に供される。 また、mustamakkaraやryynimakkaraというブラッド・ソーセージもある。
フィンランド東部のサヴォ地方にはムクロッカという血の入ったスープが存在している。
スウェーデンでは、特に南部のスコーネ地方において聖マルティヌスの日に食されるガチョウの血液が入ったスープのsvartsoppaがある。
Blodpalt(スウェーデン語)ないしはVeripalttu(フィンランド語)と呼ばれる血を使った料理も存在する。この料理はフィンランドやスウェーデンの北部で食され、通常トナカイの血液が使われる。
また、ブラック・プディングや、血の入ったパンを乾燥させて茹でたもので豚肉のフライとベシャメルソースやオニオンソースと一緒に食べられるpaltbrödと呼ばれるものもある。

#### フランス
フランスには鍋で作った血塊であるサンケットや、ブラッドソーセージのブーダン・ノワールがある。また、 コック・オ・ヴァンには血液が加えられることもある。カナール・オ・サンと呼ばれる鴨肉料理にもソースとして鴨の血液が加えられることもある。

#### ドイツ
北ドイツでは、かつて豚の血をビネガーや食べ残し、香辛料、砂糖と混ぜて作ったschwarzsauerが食されていた。

#### イタリア
イタリアのsanguinaccio dolceと呼ばれるプディングには豚の血液が含まれる。

#### 東欧

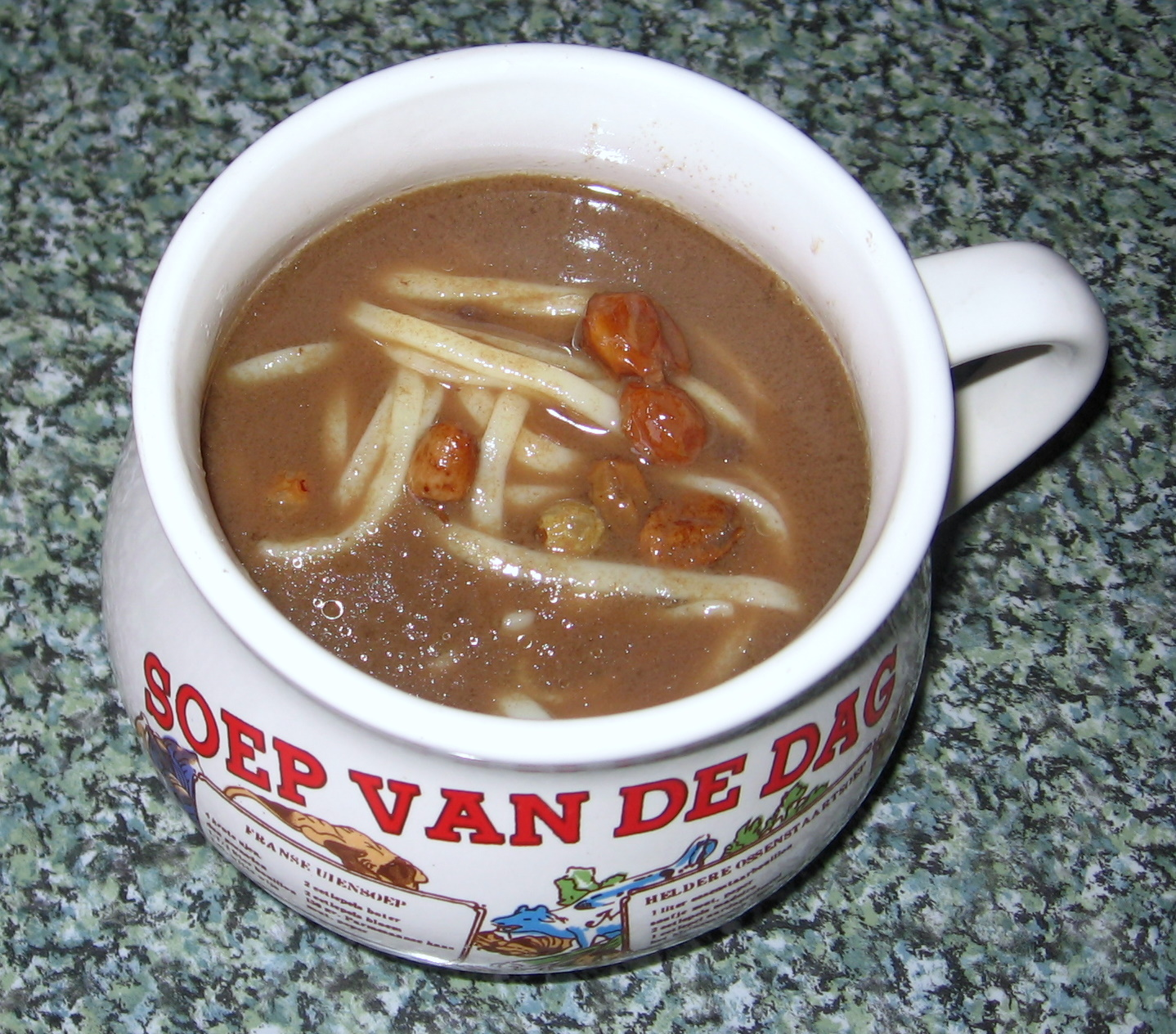
チェルニナ

ポーランドのチェルニナと呼ばれるスープは鴨の血液や澄んだ家禽の出汁が使われる。これには時折、雄鶏やウサギ、豚の血液が使われることもある。
ハンガリーには豚の血液をタマネギと共に炒めたhagymás vérや豚の血液にベーコン、豚肉、米、タマネギを入れ、ハーブや塩、香辛料で味付けしたブラッド・ソーセージの一種であるvéres hurkaと呼ばれる料理がある。
ルーマニアには sângereteとよばれるブラッド・ソーセージの一種がある。
古代ギリシャのスパルタでは豚足と豚の血液、塩、酢が入ったメラス・ゾーモスが食されていた。

#### スペイン・ポルトガル
スペインやポルトガルではブラッド・ソーセージはMorcillaと呼ばれ、豚の血液の他、香辛料や脂肪、野菜が入っている。
アンダルシアのsangre encebolladaやバレンシアのsang amb ceba にはタマネギと共に鶏や豚の血液を固めたものが入っている。スペインのパンケーキであるFilloaには、ガリシア地方においては血液を入れることがある。
ポルトガル北部のMinho地方では、Papas de sarrabulhoと呼ばれる独特なにおいをもつ伝統料理のスープがある。スープは豚の血に鶏肉、豚肉、ハム、サラミ、レモン、パンが入ったもので、よくクミンが振りかけられている。この料理は割と重めで冬に好んで食べられるが、ポルトガル南部ではめったに食べられない。
ポルトガルの伝統料理のカビデラは鶏肉や兎肉に鶏や兎の血液を加え、時折ビネガーで薄められる。
また、cabidelaの別のバリエーションとしてヤツメウナギの血肉を米と共に調理したものがあり、これはポルトガルの河川にヤツメウナギがやってくる3月から4月にかけて食される。
モンデゴ川流域には豚の血液の入ったお菓子であるPapas de moadoがある。

### 旧ソ連地域
ソ連や旧ソ連諸国では、元はアルメニアで食されていた牛の血液を含む栄養バーのHematogenが今もお菓子として食べられる。

### 南北アメリカ
ヨーロッパと同様にアメリカ合衆国南西部のモロンガ、チリのÑachiなどのブラッド・ソーセージが各地で通俗的となっている。

#### イヌイット
イヌイットの間では、アザラシの生血を飲むと健康的な利益をもたらすと信じられている。

#### ブラジル
ブラジルでは、ポルトガルのcabidelaやソルポテル、スペインのmorcillaに似たチョリソというブラッドソーセージの一種などが食される。